# 江北殲滅作戦
江北殲滅作戦（こうほくせんめつさくせん）とは、日中戦争中の1943年2月から3月の間に行われた、湖北省南部での日本軍と中国軍の戦闘である。日本の第11軍が、長江と漢水に挟まれた水郷地帯に侵攻し、中国軍の守備隊を壊滅させて占領した。

## 背景
1943年（昭和18年）2月当時、岳州北方、長江と漢水に挟まれた水郷地帯は中国軍の支配下にあり、日本軍の占領地帯の中に食い込むように取り残された状態になっていた。この地域の中国軍は、長征時に残留した中国共産党系の部隊を中心とした1個軍で、第118師団（師団長：王厳。3個連隊基幹）と第128師団（師団長：王勁哉（zh, 王頸哉）。6個旅団基幹）、挺進隊3個縦隊（各9個「大隊」編成の約1,000人から、旅団に改編のため増強中）を持ち、第6戦区軍の隷下にあった。煉瓦や粘土で作ったトーチカや鹿柴、クリークを複合した陣地を築いていたが、武器はそれほど充実していなかった。
日本軍はこの地域に1942年（昭和17年）の5月にも第58師団をもって侵攻したことがあったが、浙贛作戦実施のために打ち切りになっていた。その後、さしたる害悪は無いとみて放置していたのであるが、しだいに陣地が増強されていることがうかがわれたため、問題視されるようになった。この水郷地帯の農業生産力の高さに目を付けた日本軍は、再び侵攻して完全占領することにし、作戦計画を立案した。日本の第11軍が、第13師団を主力として北方から、第40師団をもって南方から包囲作戦を行うことになり、さらに第58師団が戦闘は避けつつ前進して投降兵の収容と住民の掌握に努める任務を与えられた。作戦の仮称としては「一号作戦」とも呼ばれており、第11軍にとって1943年最初の作戦を意味したものと推定される。

## 経過
2月10日、日本軍の各部隊は行動を開始した。日中戦争の戦いとしては珍しく日本軍の兵力が優勢で、戦況は日本軍が圧倒的に有利で進んだ。まず、西部の新廠（現在の石首市新廠鎮）にあった中国軍第118師が、日本の第13師団と第40師団の挟撃を受けて壊滅し、付近の挺進隊3個縦隊も同様に壊滅状態となった。（第1期作戦）
日本軍に退路を遮断された形となった、東部の沔陽県にいた第128師は士気が著しく低下した。2月23日、第128師の旅長の一人が日本軍第58師団の内通工作によって寝返り、25日、日本軍は沔陽をほぼ無血で占領した。王勁哉師団長は迫撃砲数門などを備えた手勢を率いて脱出を図ったが、日本軍第40師団の歩兵第234連隊と遭遇して全滅し、師長自身も第40師団騎兵隊の追撃で捕虜となった。（第2期作戦）
中国軍の包囲殲滅に成功した日本軍は、部隊を再配置して占領地の確保を行った。華容県など長江南岸の一部についても、このときに同時に占領された。3月下旬までに作戦は完了した。（第3期作戦）
その後、華容県方面の日本軍占領地に対して中国軍の反撃が行われたため、日本側は第40師団が応戦して撃退した。第40師団は、河野歩兵団長指揮下の部隊で華容付近の中国軍を掃討することを決意し、4月上旬に出撃させた。そして、中国軍第149師及び第150師と交戦し、撃破することに成功した。（江南戡定作戦）

## 結果
日本軍が兵力的にも優勢だったこともあって、日本軍の作戦は、中国軍の殲滅・水郷地帯の占領とも完全に成功した。日本軍の記録による3月31日までの中国側の損害は、遺棄死体8,604体（うち長江南岸で約4,000体）、捕虜23,214人、鹵獲兵器が迫撃砲118門など文字通りの殲滅であった。日本軍の損害は、戦死者254人と戦傷者890人で、中国側の陣地が強固だったわりに軽微であった。進撃の障害となったのは中国軍の抵抗よりも湿地帯や冬の寒さであった。なお、木材の乏しい地域だったことから、架橋資材や燃料として、多数の民家が接収のうえ解体使用されてしまい、多くの住民が被害を蒙った。